# Mackenzie Dern
Mackenzie Lynne Dern Santos (Phoenix, Arizona, Estados Unidos, 24 de marzo de 1993) es una artista marcial mixta estadounidense que compite en la división de peso paja de Ultimate Fighting Championship. Desde el 9 de abril de 2024, ocupa el puesto número #7 en la clasificación de peso paja femenino de UFC.

## Primeros años
Nació en Arizona, hija de Wellington "Megaton" Dias, un competidor de grappling muy condecorado. De niña, creció yendo y viniendo entre Arizona y el Brasil natal de su padre. Habla con fluidez inglés y portugués. Ha declarado que el portugués se ha convertido en su lengua principal, explicando que "mi padre y mi madrastra son brasileños. Mi novio habla portugués. Hablo más portugués que inglés. Todavía tengo muchas interacciones en inglés, por supuesto. Pero pienso en portugués, todo lo que tiene que ver con la lucha está en portugués en mi mente, sueño en portugués".
Empezó a entrenar a los tres años y a practicar con su padre y su madrastra, que también es cinturón negro, Luciana Tavares. Comenzó a competir a una edad temprana, y empezó a competir en las divisiones de adultos a los 14 años. Ha ganado un campeonato mundial en cada nivel de cinturón mientras progresaba hasta el rango de cinturón negro, que le fue otorgado por su padre en diciembre de 2012, tres meses antes de su 20º cumpleaños. Se graduó en la Escuela Secundaria Ironwood de Glendale, Arizona.
Gracias a sus seis primeros puestos en el Abierto de Asia, es la única competidora de jiu-jitsu que ha ganado medallas de oro, a nivel de cinturón negro, en cada uno de los 5 campeonatos principales/de mayor rango de la IBJJF Gi - los otros eventos son los Mundiales, los Euros, los Pan Ams y los Nacionales de Brasil. Uno de sus mayores logros en BJJ se produjo cuando consiguió derrotar a Gabi García a pesar de la enorme diferencia de peso, convirtiéndose en una de las pocas mujeres que lo consiguió.

## Carrera en artes marciales mixtas

### Legacy Fighting Alliance
Dern estaba programada para hacer su debut en las artes marciales mixtas contra Kenia Rosas en Legacy FC 58. Ganó el combate por decisión unánime.
Fue programada para luchar contra Montana De La Rosa en Legacy FC 61. El combate fue programado inicialmente para ser disputado en peso paja, pero más tarde fue cambiado a un peso acordado, ya que Dern perdió el peso por 2.8 libras. Ganó el combate por sumisión en el primer asalto.
Se esperaba que se enfrentara a Katherine Roy en la LFA 6. Llegó con sobrepeso por segunda vez consecutiva, perdiendo el peso por cuatro libras, y tuvo que renunciar al 20% de su bolsa. Ganó el combate por decisión unánime.
Subió al peso mosca para su cuarto combate profesional, y se enfrentó a Mandy Polk en LFA 24. Ganó el combate por sumisión en el primer asalto.
Después de ir 4-0 en sus primeros cuatro combates profesionales, Dern firmó con Invicta Fighting Championships en noviembre de 2017.

### Invicta Fighting Championship
Se enfrentó a Kaline Medeiros el 8 de diciembre de 2017 en Invicta FC 26: Maia vs. Niedzwiedz. Ganó el combate por sumisión en el tercer asalto.

### Ultimate Fighting Championship
Debutó en la UFC contra Ashley Yoder el 3 de marzo de 2018 en UFC 222. Ganó el combate por decisión dividida.
Se enfrentó a Amanda Cooper el 12 de mayo de 2018 en UFC 224. En el pesaje, pesó 123 libras, 7 libras por encima del límite máximo de peso paja de 116 libras. En consecuencia, el combate se celebró en el peso acordado y Dern fue multada con el 30% de su bolsa. Ganó el combate por sumisión en el primer asalto.
Tras un paréntesis por la licencia de maternidad, se enfrentó a Amanda Ribas el 12 de octubre de 2019 en UFC Fight Night: Joanna vs. Waterson. Perdió el combate por decisión unánime.
Se esperaba que se enfrentara a Ariane Carnelossi el 25 de abril de 2020 en UFC Fight Night: Brunson vs. Shahbazyan. Sin embargo, Carnelossi se vio obligada a retirarse del combate debido a las restricciones de viaje.
Se esperaba que se enfrentara a Hannah Cifers el 25 de abril de 2020. Sin embargo, el 9 de abril la promoción anunció el aplazamiento de este evento. El emparejamiento finalmente tuvo lugar el 30 de mayo de 2020 en UFC on ESPN: Woodley vs. Burns. Ganó el combate por sumisión en el primer asalto, convirtiéndose en la primera mujer que termina un combate con cualquier forma de bloqueo de piernas en la historia de la UFC. Esta victoria le valió el premio a la Actuación de la Noche.
Se enfrentó a Randa Markos el 19 de septiembre de 2020 en UFC Fight Night: Covington vs. Woodley. Ganó el combate por sumisión en el primer asalto. Esta victoria le valió el premio a la Actuación de la Noche.
Se enfrentó a Virna Jandiroba el 12 de diciembre de 2020 en UFC 256. Ganó el combate por decisión unánime.
Se enfrentó a Nina Nunes el 10 de abril de 2021 en UFC on ABC: Vettori vs. Holland. Ganó el combate por sumisión en el primer asalto. Esta victoria le valió el premio a la Actuación de la Noche.
Se enfrentó a Marina Rodriguez el 9 de octubre de 2021 en UFC Fight Night: Dern vs. Rodriguez. Perdió el combate por decisión unánime. Este combate le valió el premio a la Pelea de la Noche.
Se enfrentó a Tecia Torres el 9 de abril de 2022 en UFC 273. Ganó el combate por decisión dividida.
Se enfrentó a Yan Xiaonan el 1 de octubre de 2022 en UFC Fight Night: Dern vs. Yan. Perdió el combate por decisión mayoritaria.
Estaba previsto que Dern se enfrentara a Angela Hill el 13 de mayo de 2023 en UFC on ABC 4. Sin embargo, la pelea se retrasó una semana para encabezar UFC Fight Night 223. Ella ganó la pelea por decisión unánime. Esta pelea le valió el premio Pelea de la Noche.
Se enfrentó a la ex campeona de peso paja de UFC Jéssica Andrade el 11 de noviembre de 2023 en UFC 295..  Ella perdió la pelea por nocaut técnico en el segundo asalto.
Se enfrentó a Amanda Lemos, reemplazando a Tatiana Suarez, el 17 de febrero de 2024, en UFC 298. Dern perdió por decisión unánime. Esta pelea le valió otro premio a la Pelea de la Noche.
Se enfrentó a Loopy Godínez el 3 de agosto de 2024 en UFC on ABC 7. Ganó por decisión unánime.

## Vida personal
Está casada con el surfista profesional Wesley Santos.
En febrero de 2019 anunció que había puesto en pausa su carrera en la MMA debido a su embarazo. Su hija, Moa, nació el 9 de junio de 2019.
Según ella, dejó Black House MMA después de un incidente reportado en relación con su entrenador original, Juan Gómez, donde se involucró en un altercado físico con su esposo por un desacuerdo sobre el dinero. Sin embargo, Gómez refutó que el dinero fuera el motivo y, posteriormente, se pidió a Dern y a su marido que dejaran el equipo.

## Campeonatos y logros

### Artes marciales mixtas
- Ultimate Fighting Championship
  - Actuación de la Noche (tres veces) vs. Hannah Cifers, Randa Markos, y Nina Nunes[40][43][48]
  - Pelea de la Noche (tres veces) vs. Marina Rodriguez Angela Hill y Amanda Lemos[51][59][64]
    - Empatada (Rose Namajunas) en el segundo lugar con mayor cantidad de bonificaciones posteriores a la pelea en la historia de la división de peso paja femenino de UFC (6)[69]

  - Mayor número de victorias por sumisión en la división de peso paja de la UFC (4)[70]
  - Más intentos de sumisión en la historia de la división de peso paja femenino de UFC (15)[69]
  - Empatada (con Gillian Robertson) con el mayor número de victorias por sumisión en la UFC entre las mujeres (4)[71]

## Récord en artes marciales mixtas
| Resultado | Récord | Oponente           | Método                                 | Evento                                 | Fecha                    | Ronda | Tiempo | Localización             | Notas                                                             |
| --------- | ------ | ------------------ | -------------------------------------- | -------------------------------------- | ------------------------ | ----- | ------ | ------------------------ | ----------------------------------------------------------------- |
| Victoria  | 15–5   | Amanda Ribas       | Sumisión (barra de brazo)              | UFC Fight Night: Dern vs Ribas 2       | 11 de enero de 2025      | 3     | 4:56   | Las Vegas                |                                                                   |
| Victoria  | 14–5   | Loopy Godínez      | Decisión (unánime)                     | UFC on ABC: Sandhagen vs. Nurmagomedov | 3 de agosto de 2024      | 3     | 5:00   | Abu Dhabi                |                                                                   |
| Derrota   | 13–5   | Amanda Lemos       | Decisión (unánime)                     | UFC 298                                | 17 de febrero de 2024    | 3     | 5:00   | Anaheim, California      | Pelea de la noche.                                                |
| Derrota   | 13–4   | Jéssica Andrade    | TKO (puñetazo)                         | UFC 295                                | 11 de noviembre de 2023  | 2     | 3:15   | New York City, New York, |                                                                   |
| Victoria  | 13–3   | Angela Hill        | Decisión (Unánime)                     | UFC Fight Night: Dern vs. Hill         | 20 de mayo de 2023       | 5     | 5:00   | Las Vegas Nevadas        | Pelea de la noche                                                 |
| Derrota   | 12–3   | Yan Xiaonan        | Decisión (mayoritaria)                 | UFC Fight Night: Dern vs. Yan          | 1 de octubre de 2022     | 5     | 5:00   | Las Vegas, Nevada        |                                                                   |
| Victoria  | 12–2   | Tecia Torres       | Decisión (dividida)                    | UFC 273                                | 9 de abril de 2022       | 3     | 5:00   | Jacksonville, Florida    |                                                                   |
| Derrota   | 11–2   | Marina Rodriguez   | Decisión (unánime)                     | UFC Fight Night: Dern vs. Rodriguez    | 9 de octubre de 2021     | 5     | 5:00   | Las Vegas, Nevada        | Pelea de la Noche.                                                |
| Victoria  | 11–1   | Nina Nunes         | Sumisión (barra de brazo)              | UFC on ABC: Vettori vs. Holland        | 10 de abril de 2021      | 1     | 4:48   | Las Vegas, Nevada        | Actuación de la Noche.                                            |
| Victoria  | 10–1   | Virna Jandiroba    | Decisión (unánime)                     | UFC 256                                | 12 de diciembre de 2020  | 3     | 5:00   | Las Vegas, Nevada        |                                                                   |
| Victoria  | 9–1    | Randa Markos       | Sumisión (barra de brazo)              | UFC Fight Night: Covington vs. Woodley | 19 de septiembre de 2020 | 1     | 3:44   | Las Vegas, Nevada        | Actuación de la Noche.                                            |
| Victoria  | 8–1    | Hannah Cifers      | Sumisión (barra de rodilla)            | UFC on ESPN: Woodley vs. Burns         | 30 de mayo de 2020       | 1     | 2:36   | Las Vegas, Nevada        | Actuación de la Noche.                                            |
| Derrota   | 7–1    | Amanda Ribas       | Decisión (unánime)                     | UFC Fight Night: Joanna vs. Waterson   | 12 de octubre de 2019    | 3     | 5:00   | Tampa, Florida           |                                                                   |
| Victoria  | 7–0    | Amanda Cooper      | Sumisión (estrangulamiento por detrás) | UFC 224                                | 12 de mayo de 2018       | 1     | 2:27   | Río de Janeiro           | Combate de peso acordado (123 libras); Dern no alcanzó el peso.   |
| Victoria  | 6–0    | Ashley Yoder       | Decisión (dividida)                    | UFC 222                                | 3 de marzo de 2018       | 3     | 5:00   | Las Vegas, Nevada        |                                                                   |
| Victoria  | 5–0    | Kaline Medeiros    | Sumisión (barra de brazo)              | Invicta FC 26: Maia vs. Niedzwiedz     | 8 de diciembre de 2017   | 3     | 4:45   | Kansas City, Misuri      | Regreso al peso paja. Actuación de la Noche.                      |
| Victoria  | 4–0    | Mandy Polk         | Sumisión (estrangulamiento por detrás) | LFA 24                                 | 13 de octubre de 2017    | 1     | 2:55   | Phoenix, Arizona         | Debut en el peso mosca.                                           |
| Victoria  | 3–0    | Katherine Roy      | Decisión (unánime)                     | LFA 6                                  | 10 de marzo de 2017      | 3     | 5:00   | San Antonio, Texas       | Combate de peso acordado (120 libras); Dern no alcanzó el peso.   |
| Victoria  | 2–0    | Montana De La Rosa | Sumisión (estrangulamiento Imanari)    | Legacy FC 61                           | 14 de octubre de 2016    | 1     | 3:25   | Dallas, Texas            | Combate de peso acordado (118.8 libras); Dern no alcanzó el peso. |
| Victoria  | 1–0    | Kenia Rosas        | Decisión (unánime)                     | Legacy FC 58                           | 22 de julio de 2016      | 3     | 5:00   | Lake Charles, Luisiana   | Debut en el peso paja.                                            |